# Don't Wait
Don't Wait is een nummer van de Zweeds-Amerikaanse zangeres Mapei uit 2014. Het is de eerste single van haar debuutalbum Hey Hey Hey.
Mapei had slechts drie uur nodig om "Don't Wait" te schrijven. Het nummer werd enkel in Nederland en België een klein hitje. In Nederland haalde het de 3e positie in de Tipparade, en in de Vlaamse Ultratop 50 haalde het de 43e positie.